# 프랑수아 2세 드 브르타뉴 공작

브르타뉴 공작 프랑수아 2세의 문장.

프랑수아 2세 드 브르타뉴(프랑스어: François II de Bretagne, 브르타뉴어: Frañsez II, 1433년 6월 23일 ~ 1488년 9월 9일)는 1458년부터 사망할 때까지의 브르타뉴 공작이다. 그는 리샤르 데탕프의 아들이자 장 4세 드 브르타뉴의 손자이기도 하다. 프랑수아의 인생은 프랑스에게서 브르타뉴의 준독립 상태를 유지하는 것이 주 목표였다고 할 수 있다. 그 예로 그의 통치 기간은 군주인 루이 11세와 샤를 8세가 어린 시절 섭정으로 있었던 프랑수아의 딸 안의 분쟁으로 특징 지어졌다. 무력과 비무력이 동반된 1484-1488년 간의 분쟁은 광기 전쟁 또는 공익 전쟁이라도 불린다.

## 생애

### 어린 시절
프랑수아는 1433년 6월 23일에 에탕프 백작 리샤르와 마르그리트 도를레앙의 아들로 태어났다. 리샤르는 장 4세 드 브르타뉴의 막내 아들이다. 리샤르의 형들인 장과 아르튀르 둘은 아버지한테 공작 작위를 계승 받았고, 1458년에 아르튀르가 사망할 당시에 유일한 적법한 후계자는 아르튀르의 조카인 프랑수아뿐이였다.

### 잉글랜드 왕실과의 관계

#### 랭커스터 가문의 보호자
프랑수아는 우연찮게 1471-1484년간 망명 생활을 한 잉글랜드의 랭커스터가의 보호자가 되었다.
15세기 후반에 요크가와 랭커스터가가 잉글랜드의 왕위를 놓고 싸운 잉글랜드의 내전이 있었다. 1471년에 요크가는 바넷 전투와 튜크스베리 전투에서 그들의 경쟁 상대를 제압하였다. 랭커스터 가의 헨리 6세와 그의 유일한 아들 에드워드는 튜크스베리 전투의 여파 속에서 사망했다. 그들의 죽음으로 잉글랜드의 왕위에 대한 랭커스터 가의 직계 주장자들이 없게 되었다. 요크 가의 왕 에드워드 4세는 잉글랜드에 대한 지배를 완료시켜냈다. 그는 자신의 통치를 복종하기를 거부한 재스퍼 튜더와 그의 조카 헨리를 반역자로 규명하고 그들의 영지를 몰수하는 등의 권리 박탈령을 내렸다.
튜더가는 프랑스로 망명하려 했지만 강풍으로 인해 브르타뉴 공국에 도착했고 프랑수아 2세의 보호권에 놓이게 되었다. 유일하게 왕실의 혈통을 이어받은 랭커스터 가의 귀족인 헨리 튜더는 잉글랜드 왕위에 대한 약한 주장권을 지녔지만 에드워드 4세는 그를 "보잘 것 없는 이"로 여겼다. 하지만 프랑수아는 헨리를 프랑스와의 분쟁에서 잉글랜드의 도움을 받을 수 있는 쓸모 있는 이로 자라고 보았기에 튜더 가를 그의 보호하에 두었다.
1483년 10월, 헨리는 브르타뉴에서 잉글랜드로 실패한 침공을 실시했다. 15척의 수송선으로 된 그의 함대는 폭풍으로 인해 흩어졌고, 그의 배는 오직 한 척의 수송선과 함께 잉글랜드 해안에 도달했다. 헨리는 리처드 3세의 병력이 해안가에 있는 걸 알아차려, 침공을 포기하고 브르타뉴로 돌아가기로 결정했다. 잉글랜드에 있는 헨리의 핵심 공모자인 버킹엄 공작 헨리 스태퍼드은 실제로는 헨리의 배가 육지에 도달하기 전에 반역죄로 유죄 판결을 받고 1483년 11월 2일 솔즈베리에서 처형당했다. 리샤르를 상대로 벌인 헨리의 책략은 흐트러지기 시작했고, 헨리 또는 버킹엄 공작이 없던 반란은 쉽게 진압되고 말았다.
반란에 실패한 생존자들은 브르타뉴로 달아나, 헨리의 왕위 주장권을 대대적으로 지지했다. 1483년 성탄절 렌 대성당에서 헨리 튜더는 에드워드 4세의 딸 요크의 엘리자베스와의 결혼 서약을 하였으며, 게다가 전쟁중인 요크 가와 랭커스터 가를 하나로 통합시켰다. 헨리의 커져가는 명성은 리처드 3세에게 커다란 위협을 가했고, 요크 왕은 젊은 랭커스터 가 일족을 포기 할 것을 프랑수아 2세에게 여러 차례 제안해왔다. 프랑수아 2세는 리처드에게서 더 좋은 조건의 가능성을 기다리며 거절했다. 1484년 중반에 프랑수아 2세는 병으로 정상 생활을 못 했고 회복하는 동안 그의 회계사 피에르 랑드가 공국의 국정을 맡았다. 랑드는 리처드 3세에게서 헨리와 그의 작은 아버지를 잉글랜드로 돌려보내는 대신에 군사적, 재정적 도움을 받기로 한 합의에 도달하였다. 플랑드르의 주교 존 모턴은 이 계획을 알게 되었고 튜더 가문에게 경고를 주었고, 그 후 튜더 가는 프랑스로 망명을 하였다. 프랑스 왕실은 그들이 머무는 걸 허락하고 지원을 해주었다. 프랑스에게 있어서, 튜더 가는 리처드 3세의 잉글랜드가 브르타뉴를 합병시키려는 프랑스의 계획을 간섭하지 못 하게 한다는 보장을 해주는 유용한 한 수였다. 따라서 브르타뉴의 랭커스터 가 일족들의 상실은 프랑수아 2세의 정책에 반하는 심각한 진행이였다.

#### 명목상 리치몬드 백작
1136년 경 잉글랜드 국왕 스티븐은 브르타뉴의 팡티에브르의 앨런을 초대 리치몬드 백작으로 임명한다. 앨런 이후, 작위와 영지는 보통 브르타뉴 공작에게 수여되었고, 몇 번의 공위 기간을 걸친 후, 장 5세의 통치 기간인 1399년에 끝이났다. 장 5세 이후, 잉글랜드의 왕은 브르타뉴 공작보다 헨리 튜더의 아버지인 에드먼드 튜더 같은 다른 귀족들에게 이 작위를 수여했다. 그럼에도 장 6세부터 프랑스아 2세에 이르기까지 브르타뉴의 공작들은 명목뿐인 리치몬드 백작 작위를 사용했다. 프랑수아는 백국에 대한 그의 소유권을 유지하고 헨리 튜더가 영지를 취하길 바랬기에 가능했다. 1485년 보즈워스 전투에서 승리를 거두고 잉글랜드 왕위를 차지하는데 성공한 헨리 7세는 백국을 통합하고 왕실의 소유로 만들었다.

### 프랑스 왕실과의 관계

#### 루이 11세
루이 11세는 군사 전술과 달리 외교에서 상대방을 속이는데 달인으로 유명하였다. 그의 동시대 별칭은 끊임없는 외교 술책에서 빗댄 "전세계의 거미"였다.
프랑수아 2세는 공익 동맹의 일원 중 한 명이 되었다. 이 동맹은 부르고뉴, 베리, 노르망디, 오를레앙, 브르타뉴외 등등 모든 공국들을 합병시켜 프랑스 왕실의 지배지를 확장시킬 것을 선언한 프랑스의 루이 11세의 중앙 집권화에 반발로 1465년에 조직된 봉건 귀족들의 동맹이였다. 동맹은 부르고뉴 공작의 아들인 샤를루아 백작 용담공 샤를과 왕의 동생인 베리 공작 샤를이 명목상 최고권자로서 이 동맹을 이끌었다,
1467년, 용담공 샤를이 아르투아, 플랑드르 백국이 포함된 프랑스 영지와 홀란트, 브라반트, 룩셈부르크 공국등 있는 신성 로마 제국의 영지를 보유한 부르고뉴 공국을 계승한다. 부르고뉴 공작인 샤를은 프랑스와 독일 사이에 대략 프랑크 제국의 황제 로타르 1세의 영토와 유사한 그를 위한 왕국을 세우고 싶어했다. 이 목표를 이루려고 하던 중에 샤를은 르네 2세 드 로렌과 스위스 용병들을 상대로 낭시 전투를 벌이던 중 1477년에 전사하고 말았으며, 루이는 그의 엄청난 상대에게서 살아남았다. 거대한 부르고뉴 공국은 프랑스 왕국에 흡수됐으며, 공익 동맹은 근본적으로 패배했음에도, 일부 일원들은 1485년 광기 전쟁에서 재동맹을 형성하였다.
프랑수아와 브르타뉴의 국운은 루이의 딸 안 드 프랑스가 그의 후계자인 샤를 8세의 섭정을 하게 되면서 1483년에 루이 11세가 사망한 후에도 고통을 받았다.

#### 안 드 프랑스의 섭정
프랑수아 2세는 샤를 8세의 미성년 시절에 공국의 자치성을 유지하고 싶은 생각이 간절했었다. 그는 안 드 프랑스의 섭정 정치에 맞서 오를레앙 공작 루이 (미래의 루이 12세)와 앙굴렘 백작 샤를과 함께 동맹을 조직했다. 안은 그녀의 아버지 루이 11세가 브르타뉴에게 했던 같은 정책을 추구하려 하였다.
하지만 프랑스와의 관계에 집중을 둔 프랑수아는 그의 영지를 등한시 하였다. 그의 부패와 억압적인 수상인 기욤 쇼뱅(Guillaume Chauvin)은 1477년에 재무관 피에르 랑드에 의해 타도 당하였다. 브르타뉴 귀족의 대부분들이 안과 샤를에게 매수를 당하여 브르타뉴를 예속화시키려는 그들을 지지하였다. 그들은 랑드를 상대로 쿠데타를 일으켜, 1485년에 그를 처형한다.
1486년, 브르타뉴의 유력자들이 프랑수아의 딸 안의 계승을 인정하였분더러, 프랑스에게서 공국의 자치를 보장받게 되었다. 샤토브리앙 조약이 1487년에 프랑스와 체결되었고 브르타뉴의 자치가 재확인되었다. 하지만 샤토브리앙 조약에도 불구하고, 프랑스는 계속해서 공국을 압박하였다. 루이 2세 드 라 트레무아유의 지도하에서, 프랑스 왕실군은 브르타뉴로 향하는걸 통제하는 반, 푸제르에서 꼼짝도 못 하고 말았다.

##### La Guerre Folle (광기 전쟁)
프랑수아 2세는 프랑스에 맞서 신성 로마 제국 황제 막시밀리안 1세와 동맹을 맺었다. 프랑수아의 딸 안과 결혼할 것이라고 믿고 있던 반란군 지도자 알랭 달브레는 스페인 왕의 지원을 받아 5,000여명의 브르타뉴군을 소집하였다. 막시밀리안 1세 황제 또한 1,500명의 병력을 보냈고, 스케일스 군주 에드워드 우드빌은 영국에서 궁수 부대를 데려왔다. 하지만 브르타뉴는 1488년 7월 28일 생토뱅뒤코르미에 전투에서 패배하고 말았다. 이 전투로 에드워드 우드빌은 전사하고, 오라녜 공 장 4세 드 샬로날레와 루이 도를레앙이 포로로 잡히는 등 전쟁을 하는 귀족 지도자들의 지지 기반이 완전히 무너지고 말았다. 알랭 달브레와 장 4세 드 리외는 탈출에 성공하여 전쟁에서 중요한 역할을 계속했다.
며칠 뒤인, 8월 10일에 프랑수아는 강제로 베르제 조약에 서명을 하였다. 이 조약으로, 브르타뉴 공작은 그와 공국을 프랑스 군주의 속주로서의 복종을 인정하고 , 브르타뉴에서 외국의 귀족들과 군대를 추방해야만 했다. 또한 그의 선택으로 구혼자를 택해 그의 자녀를 결혼시키는걸 제한 받았고 생말로, 푸제르, 디낭, 생토뱅 영토를 남자 후계자 부재시에 왕이 계승을 결정한다는 보증으로서 왕에게 넘겨줘야만 했다. 프랑수아는 여유롭게 승마를 하던 중에 그의 말에 떨어져 몇 달만에 사망을 하고 말았다. 그는 오직 딸인 안만이 있었기에, 그리하여 조약이 그녀에게 적용되어, 왕의 후계자인 샤를 8세와 혼인을 하였고, 그 후에는 루이 12세와 혼인을 하였다. 프랑스의 승리와 조약에도 불구하고, 광기 전쟁은 프랑수아 2세의 죽음과 안이 샤를 8세와 혼인하는 1491년 사이에 3년 이상이 지체되었다.
프랑수아 2세는 낭트 대성당의 정교한 무덤에 안치되었다. 그의 무덤은 딸인 안에 의해 주문되었으며, 프랑스 초기 르네상스 조각품의 예이다.

## 가정
프랑수아 2세는 두 차례 혼인을 했다.
그의 첫 부인은 사촌이자 프랑수아 1세 드 브르타뉴의 장녀인 마르그리트 드 브르타뉴다. 그들은 태어난지 얼마 안돼 사망한 아들 한 명을 두었다:
- 장(Jean, 6월 29일 - 1463년 8월 25일) - 몽포르 백작

그의 두 번째 부인은 나바라의 공주인 마르그리트 드 푸아다. 그들은 자식 두 명을 두었다:
- 안 드 브르타뉴 (1477년-1514년) - 프랑수아의 유일한 합법 후계자
- 이자보(Isabeau, 1478–1490) - 1481년 장 달브레와 약혼하였으나, 어린 아니에 사망하여 렌 대성당에 안치됨.

프랑수아 2세는 샤를 7세의 옛 정부인 앙투아네트 드 메넬레 사이에서 몇 명의 사생아들을 두었다.

## 유산
브르타뉴 귀족들은 그들의 여공인 안을 보호하였고 프랑수아가 열심히 싸워왔던 공국의 자치를 지켰다. 1489년 귀족들은 프랑스가 브르타뉴를 합병하는 것을 막는 브르타뉴와 잉글랜드 사의 조약인 레동 조약을 헨리 7세와 체결했다. 하지만 1491년에 샤를 7세가 브르타뉴를 침략하고 안을 그와 강재로 결혼함으로서, 공국에 대한 통제력을 얻게 되었다. 1492년 헨리 7세는 에타플 조약을 프랑스와 체결하여, 프랑스에게서 잉글랜드 왕위 주장자였던 퍼킨 워백에 대한 지원을 중단과 전쟁 배상금 지불로 브르타뉴의 자치를 지키려는 잉글랜드의 방어를 완전히 제거하였다. 공국의 자치가 모든 것이였지만 프랑스 왕실지에 합병되는 과정으로 잃고 말았으며, 브르타뉴의 강력한 동맹은 무력화되었다. 그러나 안은 어마어마한 왕비가 되었고 브르타뉴의 자치와 그녀, 브르타뉴인, 그녀의 후손들을 위해 프랑수아 2세의 유산을 보존하기 위해 싸웠다.

## 참고
1. ↑  1485년 3월 16일에 리처드의 왕비인 앤 네빌이 사망하였고[12] 리처드가 조카인 엘리자베스와 혼인하기 위한 방법으로 그녀를 살해했다는 소문이 잉글랜드에 퍼져나가기 시작했다. 그 소문은 리처드의 잉글랜드 북부 지역의 지지자들을 하여금 그에 대해 소홀하게 만들었으며,[13] 영국 해협 너머 헨리를 분노케 하였다.[14] 엘리자베스의 결혼 취소는 헨리의 지지자들인 랭커스터가 일족과 에드워드 4세의 충실들 사이의 동맹 관계가 멀어지게 하였다.[15] 그의 신부를 안전하게 하기 위한 바람으로, 헨리는 대략 2,000명의 병력을 모아 8월 1일 프랑스에서 항해할 준비를 하였다.[16] 헨리의 성공적이던 두 번째 잉글랜드 침공은 보즈워스 전투에서 승리를 거두며 막을 내렸다.
2. ↑  역사는 서로 많은 전쟁을 했던 프랑스나 잉글랜드의 사례처럼 작위를 두고 경쟁했던 나라도 일시적으로 동맹관계가 성립할 수 있다.
3. ↑  프랑스어로 공익 동맹은 La ligue du Bien public다.
4. ↑  프랑수아 2세의 무덤은 장 페레알이 디자인하고 미쉘 콜롱브가 조각하였다.

## 같이 보기
- 헨리 7세
- 장미 전쟁

## 참고 서적
- Adams, George (1896). 《The Growth of the French Nation》. Chautauqua Century Press.
- Currin, John M. (2000). 《"The King's Army into the Partes of Bretaigne': Henry VII and the Breton Wars", War in History, Vol. 7, No. 4》.
- Contamine, Philippe (2004). 《'Bataille de Saint-Aubin-du-Cormier, in Jacques Garnier dir. Dictionnaire Perrin des guerres et batailles de l'histoire de France》. Paris,France: Perrin.
- Chrimes, Stanley (1999) [1972]. 《Henry VII》. Yale English Monarchs. New Haven, Connecticut; and London: Yale University Press. ISBN 0-300-07883-8. 2009년 4월 20일에 확인함.
- de La Borderie, Arthur Le Moyne (Membre de l'Institut) (1905–1914). 《Histoire de la Bretagne, 6 volumes in-quarto》. Rennes, France: Imprimerie Vatar, Plihon Editeur.
- Dupuy, Antoine (1880). 《Histoire de l'union de la Bretagne à la France, 2 vol.》. Paris,France: Librairie Hachette.
- Hoyt, Robert (1966). 《Europe in the Middle Ages》. Harcourt, Brace and World, Inc., 2nd ed.
- Kendall, Paul Murray (1973). 《Richard the Third》. Sphere Books. ISBN 0-351-17095-2. 2016년 10월 9일에 원본 문서에서 보존된 문서. 2016년 10월 8일에 확인함.
- Kerhervé, Jean (1987). 《L'État Breton aux XIVe et XVe siècles, 2 vol.》. Maloine. ISBN 2-224-01703-0. Volume 2 ISBN 2-224-01704-9
- Lander, Jack (1981) [1980]. 〈Richard III〉. 《Government and Community: England, 1450–1509》. Massachusetts, United States: Harvard University Press. ISBN 0-674-35794-9. 2009년 5월 26일에 확인함.
- Legay, Jean-Pierre; Martin, Hervé (1982). 《Fastes et malheurs de la Bretagne ducale 1213-1532》. Rennes, France: Editions *Ouest-France Université.
- Minois, Georges (1999). 《Anne de Bretagne》. Paris, France: Fayard.
- Ross, Charles (1997) [1974]. 《Edward IV》. Yale English Monarchs revis판. New Haven, Connecticut; and London: Yale University Press. ISBN 0-300-07372-0. 2009년 3월 16일에 확인함.
- Ross, Charles (1999) [1981]. 《Richard III》. Yale English Monarchs. New Haven, Connecticut; and London: Yale University Press. ISBN 0-300-07979-6.
- Tourault, Philippe (1990). 《Anne de Bretagne》. Paris, France: Perrin.
- 《L'État Breton, tome 2 de l' Histoire de la Bretagne et des pays celtiques》. Morlaix: Éditions Skol Vreizh. 1996.
- Williams, Neville (1973). 《The Life and Times of Henry VII》. London: Weidenfeld and Nicolson. ISBN 0-297-76517-5.

- 본 문서에는 현재 퍼블릭 도메인에 속한 브리태니커 백과사전 제11판의 내용을 기초로 작성된 내용이 포함되어 있습니다.

| 프랑수아 2세 드 브르타뉴 공작 몽포르 가문 드뢰 가문의 방계 가문출생: 1433년 6월 23일 사망: 1488년 9월 9일 |                                         |             |
| 작위 |                                         |             |
| 이전 아르튀르 3세                                                                                         | 브르타뉴 공작 몽포르 백작 1458년–1488년 | 이후 안     |
| 이전 장 2세                                                                                               | 에탕프 백작 1465–1478                   | 이후 장 3세 |
| Peerage of England                                                                                        |                                         |             |
| 이전 아르튀르 3세                                                                                         | 리치몬드 백작 (명목상) 1458년–1488년    | 이후 안     |